# Raoul Martinez
De Franse schilder Raoul Martinez (Parijs, 9 september 1876 - Neuilly-sur-Seine, 1974) had, toen hij geboren werd, ouders die in goeden doen waren en in Parijs leefden. De familie bezat een haciënda dicht bij Havana. Na zijn schooltijd in Parijs werkte Martinez enige jaren op deze onderneming. Hij had een Cubaanse achtergrond en onderhield jaren lang Cubaanse contacten. Martinez was Frans- en Spaanstalig.

Composition Central Station Amsterdam - Raoul Martinez (1918)

Na zijn verblijf in Cuba en enige omzwervingen in Zuid-Amerika keerde hij terug naar Europa, eerst naar Brussel waar hij van 1896 tot circa 1915 leefde. In Brussel begon hij in 1907 met zijn loopbaan als schilder en nam hij in 1910 voor het eerst aan de tentoonstellingen van La Libre Esthétique deel. 
Tijdens de Eerste Wereldoorlog vluchtte hij naar Nederland en raakte bevriend met enkele Nederlandse kunstenaars (zoals Henri Boot) en verkocht hij werk aan verzamelaar H.P. Bremmer die hem in contact bracht met Helene Kröller-Müller.
Na de oorlog bleef hij eerst nog in Nederland, maar verhuisde weer naar België en reisde geregeld naar Nederland. Hij overleefde de Tweede Wereldoorlog in Amsterdam. Ten slotte ging hij terug naar Parijs.
In Nederland is het meeste werk van hem te vinden. Hij heeft een groot oeuvre nagelaten.

## Tentoonstellingen
Nederland
- La Libre Esthétique (Brussels), 1910, 1911
- De Branding (Rotterdam and Utrecht), 1918, (Rotterdam) 1919
- Vereniging Voor de Kunst (Utrecht), 1918, 1921, 1923, 1927, 1934
- Tentoonstellingen bij vele andere, Nederlandse kunstverenigingen en galeries (in Amsterdam en Den Haag) 1921 en hierna
- Solo-expositie in het Haags Gemeentemuseum (Den Haag), 1956
- Solo-expositie in museum De Wieger (Deurne), 1999

België
- Galerie San Salvador (Brugge), 1926

Frankrijk
- Galerie Imberti (Bordeaux), 1938

Zwitserland
- Galerie Max Rohr (Bern), 1951

## Werk in openbare collecties (selectie)
Nederland
- Centraal Museum, Utrecht
- Haags Gemeentemuseum, Den Haag
- Museum De Wieger, Deurne
- Kröller Müller, Otterlo

Frankrijk
- Musée d’Art Moderne de la Ville de Paris